# Днепровский сельсовет
Днепровский сельсовет — сельское поселение в Беляевском районе Оренбургской области Российской Федерации.
Административный центр — село Днепровка.

## История
Статус и границы сельского поселения установлены Законом Оренбургской области от 2 сентября 2004 года № 1424/211-III-ОЗ «О наделении муниципальных образований Оренбургской области статусом муниципального района, городского округа, городского поселения, установлении и изменении границ муниципальных образований»
Днепровский сельсовет как Верхне-Днепровский сельский совет возник в результате установления советской власти на территории Беляевской волости в 1919 году в составе одного одноименного села. Впоследствии в состав данной административно-территориальной единицы включён хутор Воротовский. 
В 1952 году Днепровский сельский совет объединён с Яикским сельским советом в единый Днепровский сельский совет. В состав территории Днепровского сельского совета включаются значительные территории с аулом Кзылжар и деревней Херсоновкой. В 1957 году деревня Херсоновка передана в состав Крючковского сельского совета.

## Население
| 2010 | 2012 | 2013 | 2014 | 2015 | 2016 | 2017 |
| ---- | ---- | ---- | ---- | ---- | ---- | ---- |
| 907  | ↗908 | ↘902 | ↘897 | ↗900 | ↗907 | ↘890 |
| 2018 | 2019 | 2020 | 2021 |      |      |      |
| ↗895 | ↘873 | ↘852 | ↘847 |      |      |      |

## Состав сельского поселения
| № | Населённый пункт | Тип населённого пункта       | Население |
| - | ---------------- | ---------------------------- | --------- |
| 1 | Днепровка        | село, административный центр | 875       |
| 2 | Кзылжар          | село                         | 32        |